# Calophasia nobilis
Calophasia nobilis är en fjärilsart som beskrevs av Köhler 1952. Calophasia nobilis ingår i släktet Calophasia och familjen nattflyn. Inga underarter finns listade i Catalogue of Life.